# Oi to the World!
Oi to the World!, noto anche come  Christmas with the Vandals: Oi to the World!, è il sesto album studio della band The Vandals. Pubblicato durante il Natale del 1996, è un album particolare rispetto agli altri in quanto composto esclusivamente da brani natalizi o comunque relativi alle festività, argomenti sempre trattati con l'umorismo tipico della band.
È inoltre il primo lavoro pubblicato dalla Kung Fu Records, l'etichetta discografica fondata poco tempo prima Joe Escalante e Warren Fitzgerald, rispettivamente bassista e chitarrista degli stessi Vandals. Il disco, dalla cui traccia omonima è stato realizzato un video musicale, fu venduto inizialmente ad edizione limitata per i fan della band. In seguito venne ristampato e ripubblicato nel 2000 con alcune canzoni extra.
Tra le particolarità, da segnalare la presenza abbondante di strumenti a fiato e di archi nei brani e soprattutto l'alternanza nella registrazione delle parti di batteria. Il batterista titolare, Josh Freese, ne ha realizzate solo alcune, mentre in altre è stato sostituito a volte dal solito Brooks Wackerman ed altre volte da Erik Sandin dei NOFX e Rat Scabies dei The Damned.

## Tracce
Tutti i brani sono composti dalla band eccetto quelli indicati. La traccia n. 13 compare esclusivamente nella riedizione del 2000.
1. A Gun for Christmas
2. Grandpa's Last Xmas
3. Thanx for Nothing
4. Oi to the World
5. Nothing's Going to Ruin My Holiday
6. Christmas Time for My Penis
7. I Don't Believe in Santa Claus
8. My First Xmas (As a Woman)
9. Dance of the Sugarplum Fairies (Pëtr Il'ič Čajkovskij)
10. Here I Am Lord
11. C-H-R-I-S-T-M-A-S (The Yobs)
12. Hang Myself From the Tree
13. Overture*

## Formazione
- Dave Quackenbush - voce
- Warren Fitzgerald - chitarra, voce
- Joe Escalante - basso, voce
- Josh Freese - batteria (brani 4, 10 e 11)
- Brooks Wackerman - batteria (brani 1, 5, 7 e 9)
- Erik Sandin - batteria (brani 3 e 8)
- Rat Scabies - batteria (brano 2)
- Stan Freese - tuba
- Jason Freese - sassofono
- Suzanne LaRoque - violoncello
- Christina Placilla - viola
- Elizabeth Johnson - violino
- Vidal Hulbert - violino